# Les Gagnants (roman)
Pour les articles homonymes, voir Les Gagnants.
Les Gagnants (titre original en espagnol : Los premios) est un roman de l'écrivain argentin Julio Cortázar publié en 1960. C'est le premier roman publié de Cortázar, mais le deuxième à être écrit, car Divertimento, écrit en 1949, ne fut publié qu'en 1986.

### Éditions
- Édition originale : Los premios, 1960.
- Édition française : Les Gagnants, trad. Laure Guille, Librairie Arthème Fayard, 1961.